# Liste der Bodendenkmale in Rodewald
In der Liste der Bodendenkmale in Rodewald sind die Bodendenkmale der niedersächsischen Gemeinde Rodewald aufgeführt. Die Quelle ist der Denkmalatlas Niedersachsen. 

Rodewald im Landkreis Nienburg

Der Stand der Liste ist der 15. Januar 2025.

## Allgemein
In den Spalten finden sich folgende Informationen des Bodendenkmales:
| Lage         | geographische Koordinaten                                                           |
| Bezeichnung  | Bezeichnung lt. Denkmalatlas                                                        |
| Beschreibung | Beschreibung lt. Denkmalatlas                                                       |
| ID           | Objekt-ID                                                                           |
| Bild         | Bild, ggf. zusätzlich mit Link zu weiteren Fotos im Medienarchiv Wikimedia Commons. |

## Rodewald
| Lage                        | Bezeichnung                  | Beschreibung                                                                        | ID       | Bild |
| --------------------------- | ---------------------------- | ----------------------------------------------------------------------------------- | -------- | ---- |
| 52° 43′ 19″ N, 9° 26′ 58″ O | Rodewald 45, Immenwall/-zaun | Wallanlage, schwach ausgebildet; Wallhöhe (Grabensohle - Wallkamm): ca. 0,5 – 0,8 m | 36187670 | BW   |